# Rogério de Assis Silva Coutinho
Rogério de Assis Silva Coutinho (* 20. März 1987 in Bacabal), auch Rogérinho genannt, ist ein brasilianischer Fußballspieler.

## Karriere
Das Fußballspielen erlernte Rogérinho in der Jugendmannschaft des Atlético Cearense im brasilianischen Fortaleza. Seinen ersten Vertrag unterschrieb er 2007 bei Athletico Paranaense. Der Verein aus Curitiba spielte in der ersten Liga, der Campeonato Brasileiro de Futebol. Von Januar 2008 bis März 2008 wurde er an den brasilianischen Verein Fortaleza EC nach Fortaleza ausgeliehen. Im September wechselte er nach Kuwait, wo er sich dem al Kuwait SC anschloss. Mit dem Verein aus Kuwait spielte er in der ersten Liga, der Kuwaiti Premier League. Von Juli 2014 bis Juni 2015 wurde er an al-Shabab nach Saudi-Arabien ausgeliehen. Mit dem Verein gewann er 2014 den saudi-arabischen Supercup. al-Wasl, ein Verein aus Dubai lieh ihn von Januar 2016 bis Juni 2016 aus. In seiner Zeit bei al Kuwait SC gewann er 2013 und 2015 die Meisterschaft, 2012 und 2014 wurde er Vizemeister. Den Kuwait Federation Cup gewann er mit al Kuwait 2010, 2012 und 2015. 2014 gewann er den Kuwait Emir Cup. 2017 unterschrieb er einen Vertrag bei Buriram United. Der Verein aus Thailand, der in Buriram beheimatet ist, spielte in der ersten Liga, der Thai Premier League. Für Buriram bestritt er zwei Erstligaspiele. Nach der Hinserie verließ er Buriram und wechselte nach Saudi-Arabien, wo er einen Vertrag beim al-Faisaly FC in Harma unterschrieb. Bis Mitte 2019 absolvierte er für al-Faisaly 50 Spiele in der ersten Liga, der Saudi Professional League. Mitte 2019 nahm ihn der Ligakonkurrent al-Ettifaq aus Dammam bis zum Ende des Jahres unter Vertrag. Von Mitte Januar 2020 bis zum 9. September 2020 war er vertrags- und vereinslos. Am 10. September 2020 unterschrieb er einen Vertrag beim saudischen Verein Al-Khaleej. Im Juli 2021 verpflichtete ihn der saudische Zweitligist Al-Jabalain FC aus Ha'il.

## Erfolge
al-Shabab (Saudi-Arabien)
Saudi-arabischer Fußball-Supercup: 2014
al Kuwait SC
- Kuwaiti Premier League: 2013, 2015
- Kuwait Federation Cup: 2010, 2012, 2015
- Kuwait Emir Cup: 2014